# Fiery Jack
«Fiery Jack» — четвёртый сингл британской рок-группы The Fall, записанный в Уэльсе в сентябре 1979 года и выпущенный в январе 1980 года лейблом Step Forward Records (каталог: SF13). Firy Jack стал первым синглом группы, имевшим успех в UK Indie Charts: 23 февраля он поднялся до #4 и продержался в списках 20 недель . Песня «Fiery Jack» заняла 38 место в итоговом списке лучших песен 1980 года от Джона Пила (The Festive 50).

## Отзывы критики
Впервые я понял, насколько хороши The Fall, когда услышал «Fiery Jack», колючий, но мощный срез урбанистического рокабилли, отправляющий отдыхать ретрогрессивных представителей, вроде The Polecats… Во многом симпатичен «Fiery Jack» стал мне своим личностным началом: насколько я понимаю, это — о парне, для которого позыв 'думать-думать-думать' отшибается жаждой 'выпить-выпить-выпить'.Энди Гилл, New Musical Express (10 января 1981 года).

## Список композиций
Сторона 1
- «Fiery Jack» (Smith/The Fall) 4:46

Сторона 2
- «2nd Dark Age» (The Fall) 2:00
- «Psykick Dancehall» #2 (Smith/Riley/Scanlon) 3:36

«Psykick Dancehall #2» — альтернативная версия трека, оригинал которого вошёл в альбом Dragnet.

## Издания
Оригинальные сингловые версии:
- Dragnet (2002, Voiceprint, 2004, Sanctuary, 2004, Earmark — перевыпуски; все три трека)
- Early Years 77-79 (оба трека)
- Psykick Dance Hall (треки 1-2)
- Early Singles (три трека)
- It’s The New Thing! The Step Forward Years (треки 1-2)
- 50,000 Fall Fans Can’t Be Wrong (трек 1)

## Состав участников
| - Марк Э. Смит — вокал - Крэйг Скэнлон — гитара - Майк Ли — ударные - Марк Райли — гитара, вокал - Стив Хэнли — бас-гитара | - Мэйо Томпсон (Mayo Thompson), Джефф Трэвис (Geoff Travis) и The Fall — продюсеры - Дэйв Андерсон (Dave Anderson) — звукоинженер - Сюзанн Смит (Suzanne Smith) — оформление релиза |  |